# Garra phillipsi
The Philipps' Garra (Garra phillipsi) là một loài ray-finned fish in the Cyprinidae family.
It is found only in Sri Lanka.